# Janet (album)
Janet, typografisch vormgegeven als janet., is het vijfde studioalbum van de Amerikaanse zangeres Janet Jackson, uitgebracht op 18 mei 1993 door Virgin Records. Samen met haar vaste productieduo Jimmy Jam & Terry Lewis en ook Jellybean Johnson was ze verantwoordelijk voor het schrijven en produceren van de inhoud van het album. Het was het eerste album dat ze bij haar nieuwe platenmaatschappij uitbracht. In 1991 verliet ze haar oude maatschappij A&M Records om voor een recordbedrag te tekenen bij Virgin.
De titel van het album, "janet punt", was bedoeld om haar imago los te weken van haar familie, de punt maakt duidelijk dat de Jackson-familienaam opzettelijk niet is vermeld. 
In de Verenigde Staten kwam janet. binnen op nummer 1 in de Billboard 200 en werd daarmee de derde keer achtereenvolgend dat ze zangeres een nummer 1-album te pakken had. Verder kreeg het album zes top 10-hits in de Billboard Hot 100 en werd That's The Way Love Goes bekroond met een Grammy Award voor Beste R&B-Lied en werd Again, een soundtrack voor Jacksons eerste film Poetic Justice, genomineerd voor een Oscar voor Beste Originele Song. De janet. World Tour, was ter promotie van haar album. De RIAA bekroonde het album zesmaal met platina en de totale verkoop wordt geschat op 20 miljoen exemplaren wereldwijd. De Rock and Roll Hall of Fame betitelde het album als een van de invloedrijkste albums aller tijden.

## Muziek
De eerste single That's The Way Love Goes heeft een sample van Papa Don't Take No Mess van James Brown (melodie of instrument van zijn nummer kwam hierin terug). Again was een experiment van het productieduo. Totdat ze gevraagd werden om een ballad te schrijven voor de film Poetic Justice maakten ze er serieus werk van. Jackson schreef de tekst met behulp van de melodie.

## Promotie
In september van 1993 werd de cover van de Rolling Stone gesierd met een topless Janet. Op 24 november 1993 werd in Cincinnati in de staat Ohio het startsein gegeven van de janet. World Tour die haar in 1995 naar de Rotterdamse Ahoy bracht.

## Composities
1. 'Morning' – 0:31
2. 'That's the Way Love Goes' (Janet Jackson, James Harris III, Terry Lewis) – 4:25
3. 'You Know...' – 0:12
4. 'You Want This' (Jackson, Harris, Lewis) – 5:05
5. 'Be a Good Boy' – 0:07
6. 'If' (Jackson, Harris, Lewis) – 4:31
7. 'Back' – 0:04
8. 'This Time' (met zang van de sopraan Kathleen Battle) (Jackson, Harris, Lewis) – 6:58
9. 'Go on Miss Janet' – 0:05
10. 'Throb' (Jackson, Harris, Lewis) – 4:35
11. 'What'll I Do' (Jackson, Steve Cropper, Joe Shamwell) – 4:05
12. 'The Lounge' – 0:15
13. 'Funky Big Band' (Jackson, Harris, Lewis) – 5:22
14. 'Racism' – 0:08
15. 'New Agenda' (met rap van Chuck D) (Jackson, Harris, Lewis) – 4:00
16. 'Love Pt. 2' – 0:11
17. 'Because of Love' (Jackson, Harris, Lewis) – 4:20
18. 'Wind' – 0:11
19. 'Again' (Jackson, Harris, Lewis) – 3:47
20. 'Another Lover' – 0:11
21. 'Where Are You Now' (Jackson, Harris, Lewis) – 5:47
22. 'Hold on Baby' – 0:10
23. 'The Body That Loves You' (Jackson, Harris, Lewis) – 5:33
24. 'Rain' – 0:18
25. 'Any Time, Any Place' (Jackson, Harris, Lewis) – 7:08
26. 'Are You Still Up' – 1:36
27. 'Sweet Dreams"/"Whoops Now' (Jackson) – 5:33

### Bonustracks
VK-editie
1. "Sweet Dreams" – 0:14
2. 'Whoops Now' – 5:17

"Whoops Now" is een 'hidden track': tussen dit nummer en "Sweet Dreams" zit achttien seconden stilte. Op de albumhoes staat aangegeven dat "Whoops Now" 5:17 duurt, terwijl de werkelijke duur van het nummer 4:59 (dus achttien seconden korter) is.
Australische "Oz Tour Limited Edition"-bonusdisc
1. 'One More Chance' – 5:54
2. 'Again' (Piano/Vocal) – 3:48
3. 'And On And On' – 4:49
4. '70's Love Groove' – 5:45
5. 'Throb' (David Morales Legendary Club Mix) – 9:00

Limited edition bonusdisc
Bij deze gelimiteerde uitgave is het album (samen met een bonusschijf) verpakt in een boek met liedteksten en zeldzame kleurenfoto's.
1. 'That's the Way Love Goes/If' (Live at the 1993 MTV VMAs) – 5:48
2. 'That's the Way Love Goes' (We Aimsta Win Mix) – 5:41
3. 'Again' (French Version) – 3:53
4. 'If' (Brothers in Rhythm Swing Yo Pants Mix) – 6:20
5. 'One More Chance' (Randy Jackson) – 5:54
6. 'That's the Way Love Goes' (CJ Mackintosh R&B Mix) – 6:19
7. 'If' (Todd Terry Janet's Jeep Mix) – 6:27
8. 'Again' (Piano/Vocal) – 3:48

### B-kanten
1. 'One More Chance' (B-kant van 'If') (Cover van een door Randy Jackson geschreven nummer. Het origineel werd gezongen door The Jacksons en verscheen op het album Victory.) – 5:54
2. 'And on and On' (B-kant van 'Any Time, Any Place') – 4:50
3. '70's Love Groove' (B-kant van 'You Want This') – 5:47